# Pleinfeld

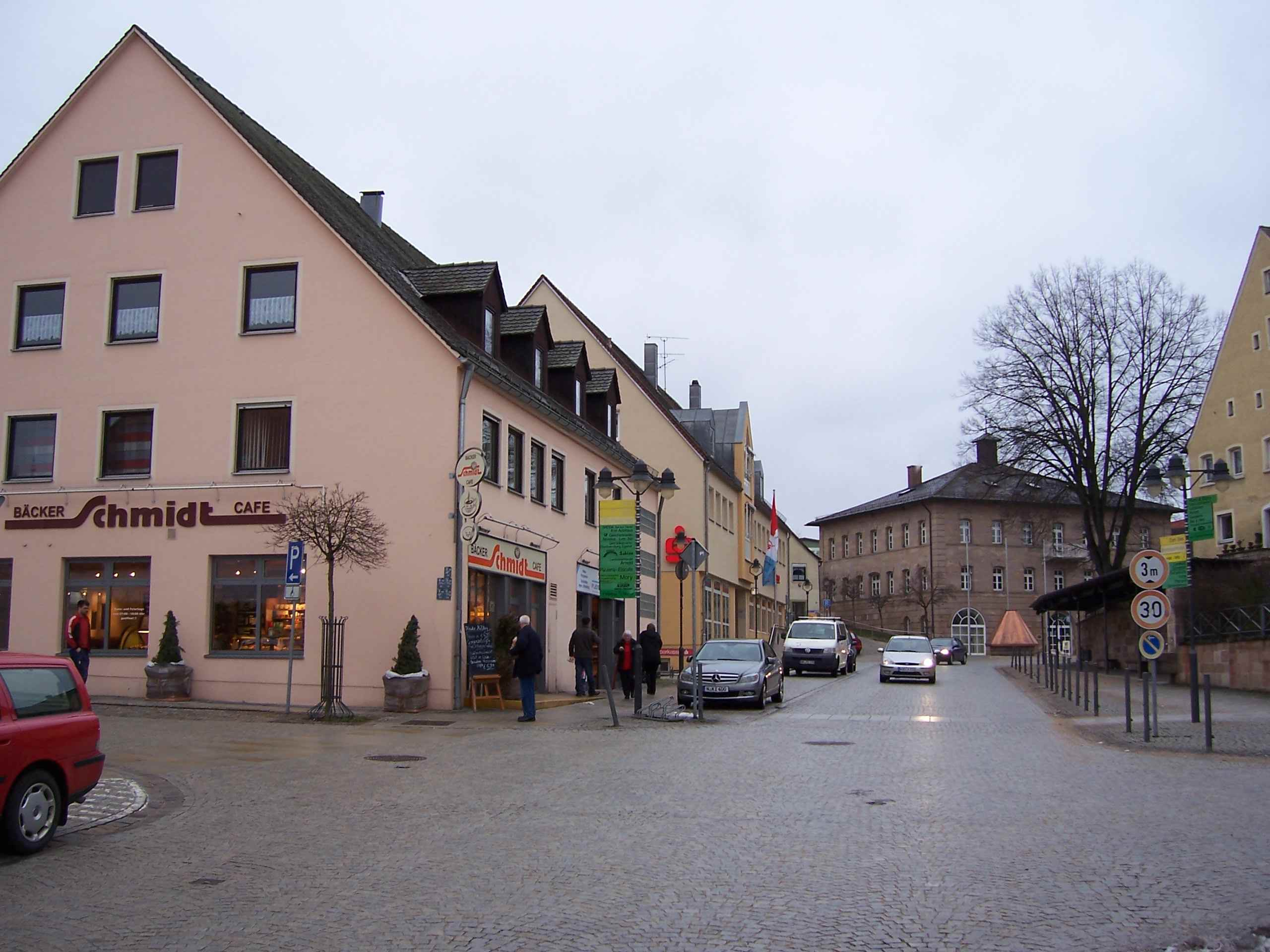
Pleinfeld

Pleinfeld este o comună-târg din districtul Weißenburg-Gunzenhausen, regiunea administrativă Franconia Mijlocie, landul Bavaria, Germania.